# 티루발루르

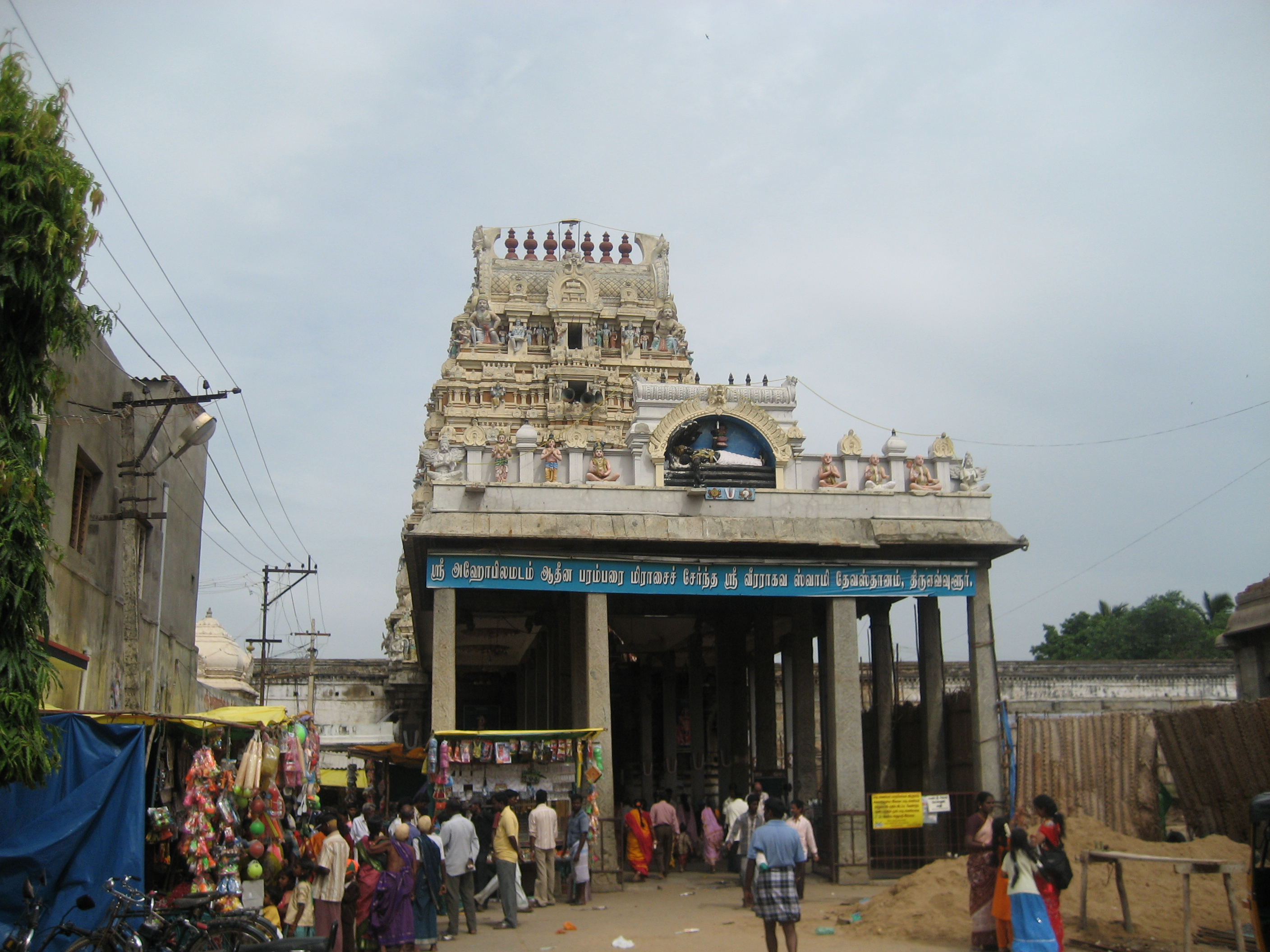

티루발루르(Thiruvallur, 타밀어: திருவள்ளூர்)는 인도 남부 타밀나두주의 도시로, 티루발루르 구의 구청 소재지이며 인구는 45,732명(2001년 기준)이다.